# Ella Halvarsson
Ella Halvarsson (ur. 22 października 1999 w Borlänge) – szwedzka biathlonistka, medalistka mistrzostw świata oraz złota medalistka mistrzostw świata juniorów.

## Kariera
Po raz pierwszy na arenie międzynarodowej pojawiła się w 2018 roku, startując na mistrzostwach świata juniorów w Otepää. Zdobyła tam złoty medal w sztafecie. Ponadto zajęła 16. miejsce w biegu indywidualnym i 75. w sprincie. Była też między innymi piąta w biegu pościgowym na mistrzostwach świata juniorów w Obertilliach w 2021 roku. 
W zawodach Pucharu Świata w biathlonie zadebiutowała 9 marca 2023 roku w Östersund, zajmując 33. miejsce w biegu indywidualnym. Tym samym już w debiucie zdobyła pierwsze punkty. Na podium indywidualnych zawodów tego cyklu pierwszy raz stanęła 4 grudnia 2024 roku w Kontiolahti, kończąc rywalizację w biegu indywidualnym na drugiej pozycji. W zawodach rozdzieliła na podium Francuzkę Lou Jeanmonnot-Laurent i swą rodaczkę, Elvirę Öberg. 

## Osiągnięcia

### Mistrzostwa świata
| Rok  | Miejscowość | Konkurencje | Konkurencje | Konkurencje | Konkurencje | Konkurencje | Konkurencje | Konkurencje |
| Rok  | Miejscowość | IN          | SP          | PU          | MS          | RL          | MR          | SR          |
| ---- | ----------- | ----------- | ----------- | ----------- | ----------- | ----------- | ----------- | ----------- |
| 2025 | Lenzerheide | 2.          | 9.          | 9.          | 17.         | 3.          | –           | 5.          |

### Mistrzostwa świata juniorów
| Rok  | Miejscowość  | Konkurencje | Konkurencje | Konkurencje | Konkurencje | Konkurencje | Konkurencje | Konkurencje |
| Rok  | Miejscowość  | IN          | SP          | PU          | MS          | RL          | MR          | SR          |
| ---- | ------------ | ----------- | ----------- | ----------- | ----------- | ----------- | ----------- | ----------- |
| 2018 | Otepää       | 76.         | 16.         | –           | nd.         | 1.          | nd.         | nd.         |
| 2020 | Lenzerheide  | 35.         | 19.         | 8.          | nd.         | 11.         | nd.         | nd.         |
| 2021 | Obertilliach | 15.         | 13.         | 5.          | nd.         | 11.         | nd.         | nd.         |

### Puchar Świata

#### Miejsca w klasyfikacji generalnej
| Sezon     | Miejsce |
| --------- | ------- |
| 2022/2023 | 81.     |
| 2024/2025 | 18.     |

#### Wszystkie miejsca na podium chronologicznie
| Lp. | Dzień     | Rok  | Miejscowość | Konkurencja                | Lokata | Pudła   | Czas biegu | Strata | Zwycięzca              |
| --- | --------- | ---- | ----------- | -------------------------- | ------ | ------- | ---------- | ------ | ---------------------- |
| 1.  | 4 grudnia | 2024 | Kontiolahti | Bieg indywidualny na 15 km | 2.     | 0+1+0+0 | 35:52,3    | +12,3  | Lou Jeanmonnot-Laurent |